# Corego

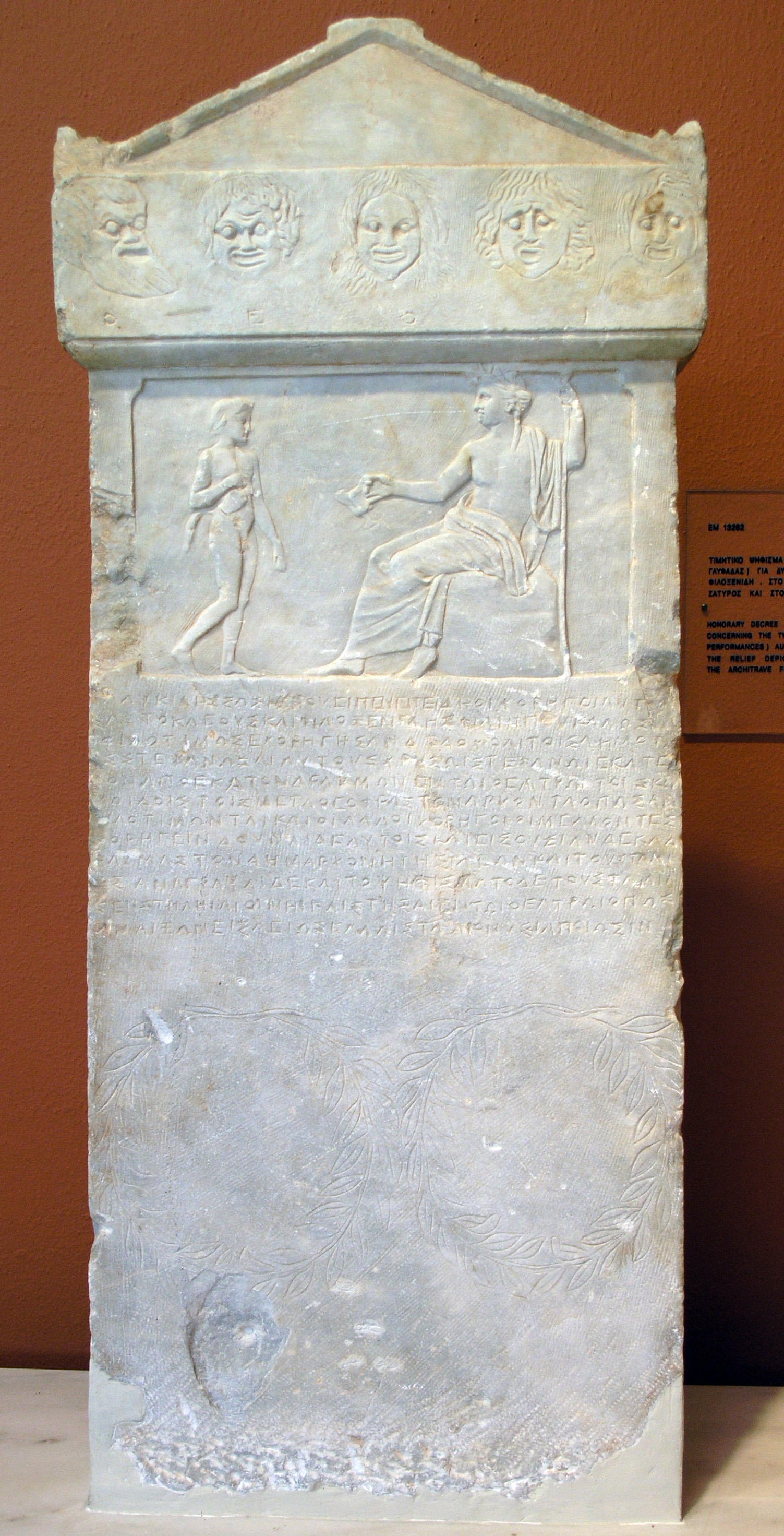
Inscrição do demo Aixone honrando os coregos Auteas e Philoxenides

O corego (em grego clássico: χορηγός; plural: chorêgoi) era o cidadão responsável pelas representações teatrais na Antiga Atenas, Grécia.
No teatro da Antiga Grécia, corego era o título honorário para um cidadão rico ateniense que assumia a coregia, ou seja, o dever público do financiamento das despesas da preparação do coro e outros aspetos da produção dramática que não eram cobertos pela pólis. Os custos que cabiam ao corego podiam incluir as roupas usadas no teatro, máscaras, custos de pesquisa, coro, cenários ou pinturas dos cenários, efeitos especiais, exemplo: som, músicos (exceto o flautista, que era pago pelo Estado. No grego moderno,  a palavra χορηγός é sinónimo da palavra "grantor". Os prémios de teatro das festas dionisíacas eram entregues ao dramaturgo e ao corego.
Através da Constituição Ateniense, os coregos eram apontados pelo arconte e pelas tribos. O arconte apontava o corego para as tragédias, enquanto as tribos escolhiam cinco coregos para as comédias e também para as festas dionisíacas e as Targelia.
Entre coregos famosos contam-se Péricles, que financiou a peça Os Persas de Ésquilo em  472 a.C. , e  Temístocles para As fenícias de Frínico em 476 a.C. (obra cujo texto se perdeu).